# Portada/article febrer 29

## Pride and Prejudice
Pride and Prejudice és una adaptació cinematogràfica de la novel·la del mateix nom de Jane Austen. Dirigida per Robert Z. Leonard el 1940, la pel·lícula, en blanc i negre, va ser la primera versió de Hollywood d'una obra d'Austen i el primer llargmetratge de les aventures de les germanes Bennet. Un relat que no tornaria a la gran pantalla fins al 2005 amb Pride & Prejudice de Joe Wright. Els seus principals protagonistes són Greer Garson i Laurence Olivier, que van interpretar Elizabeth Bennet i el Sr. Darcy respectivament. Cal destacar, a més, la participació d'Edna May Oliver i de Maureen O'Sullivan.